# Heudreville-sur-Eure
Heudreville-sur-Eure és un municipi francès situat al departament de l'Eure i a la regió de Normandia. L'any 2007 tenia 1.020 habitants.

## Demografia

### Població
El 2007 la població de fet de Heudreville-sur-Eure era de 1.020 persones. Hi havia 376 famílies, de les quals 84 eren unipersonals (48 homes vivint sols i 36 dones vivint soles), 124 parelles sense fills, 144 parelles amb fills i 24 famílies monoparentals amb fills.
La població ha evolucionat segons el següent gràfic:
Habitants censats

### Habitatges
El 2007 hi havia 435 habitatges, 394 eren l'habitatge principal de la família, 33 eren segones residències i 8 estaven desocupats. 427 eren cases i 6 eren apartaments. Dels 394 habitatges principals, 333 estaven ocupats pels seus propietaris, 51 estaven llogats i ocupats pels llogaters i 10 estaven cedits a títol gratuït; 2 tenien una cambra, 14 en tenien dues, 51 en tenien tres, 99 en tenien quatre i 227 en tenien cinc o més. 303 habitatges disposaven pel capbaix d'una plaça de pàrquing. A 163 habitatges hi havia un automòbil i a 196 n'hi havia dos o més.

### Piràmide de població
La piràmide de població per edats i sexe el 2009 era:
| Homes | Edats   | Dones |
| ----- | ------- | ----- |
| 0     | 95 o +  | 0     |
| 0     | 90 a 94 | 0     |
| 12    | 85 a 89 | 0     |
| 8     | 80 a 84 | 12    |
| 16    | 75 a 79 | 28    |
| 20    | 70 a 74 | 16    |
| 12    | 65 a 69 | 20    |
| 24    | 60 a 64 | 8     |
| 32    | 55 a 59 | 16    |
| 36    | 50 a 54 | 40    |
| 36    | 45 a 49 | 56    |
| 36    | 40 a 44 | 28    |
| 40    | 35 a 39 | 52    |
| 44    | 30 a 34 | 32    |
| 12    | 25 a 29 | 12    |
| 28    | 20 a 24 | 24    |
| 52    | 15 a 19 | 40    |
| 48    | 10 a 14 | 20    |
| 32    | 5 a 9   | 24    |
| 20    | 0 a 4   | 20    |

## Economia
El 2007 la població en edat de treballar era de 676 persones, 515 eren actives i 161 eren inactives. De les 515 persones actives 456 estaven ocupades (232 homes i 224 dones) i 59 estaven aturades (28 homes i 31 dones). De les 161 persones inactives 64 estaven jubilades, 54 estaven estudiant i 43 estaven classificades com a «altres inactius».

### Ingressos
El 2009 a Heudreville-sur-Eure hi havia 401 unitats fiscals que integraven 1.044 persones, la mediana anual d'ingressos fiscals per persona era de 21.183 €.

### Activitats econòmiques
Dels 37 establiments que hi havia el 2007, 1 era d'una empresa alimentària, 2 d'empreses de fabricació de material elèctric, 3 d'empreses de fabricació d'altres productes industrials, 15 d'empreses de construcció, 7 d'empreses de comerç i reparació d'automòbils, 1 d'una empresa de transport, 1 d'una empresa immobiliària, 3 d'empreses de serveis, 2 d'entitats de l'administració pública i 2 d'empreses classificades com a «altres activitats de serveis».
Dels 13 establiments de servei als particulars que hi havia el 2009, 1 era un taller de reparació d'automòbils i de material agrícola, 3 paletes, 1 guixaire pintor, 5 fusteries i 3 lampisteries.
L'únic establiment comercial que hi havia el 2009 era una fleca.
L'any 2000 a Heudreville-sur-Eure hi havia 8 explotacions agrícoles que ocupaven un total de 432 hectàrees.

## Equipaments sanitaris i escolars
El 2009 hi havia una escola elemental.

## Poblacions més properes
El següent diagrama mostra les poblacions més properes.